# Kepler-413b
Kepler-413b – planeta krążąca wokół pary gwiazd układu Kepler-413 (KIC 12351927).

## Odkrycie
Kepler-413b odkryto metodą tranzytową na podstawie danych uzyskanych z Kosmicznego Teleskopu Keplera. Okazało się, że w ciągu 180 dni doszło do trzech tranzytów tej planety, by potem przez 800 dni planeta w ogóle nie przeszła przez tarczę gwiazdy. Istnienie planety ogłoszono w listopadzie 2013 roku, a preprint pracy odkrywców trafił do serwisu arXiv w styczniu 2014 roku.

## Charakterystyka
Kepler-413b jest planetą wielkości Neptuna o okresie orbitalnym około 66,262 dni. Planeta ta tak mocno odchyla się od swojej osi, że dochodzi do nieprzewidywalnych zmian pór roku.
| Jowisz | Kepler-413b |
| ------ | ----------- |
|        |             |